# RAF Westhampnett

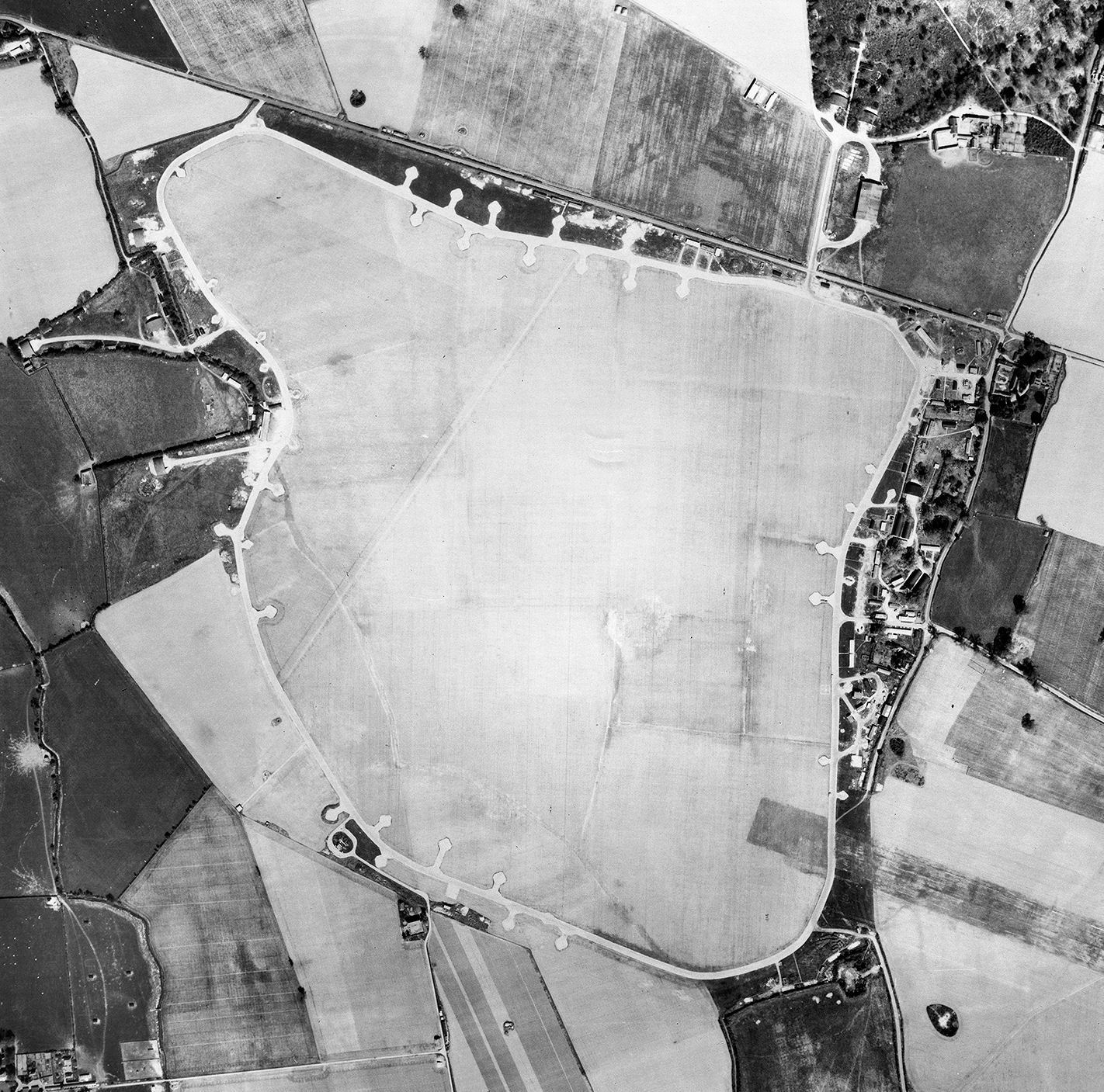
Het vliegveld in 1946

Royal Air Force Westhampnett of korter gezegd RAF Westhampnett is een voormalige vliegbasis van de Royal Air Force bij Westhampnett, een gelegen dorpje bij Chichester in West Sussex.

## Geschiedenis
Het vliegveld werd aangelegd tijdens de Eerste Wereldoorlog ten behoeve van noodlandingen van gevechtsvliegtuigen. Het lag bij het RAF Tangmere. Het vliegveld lag op het landgoed Goodwood, waarvan de 9de hertog van Richmond, Frederick Gordon-Lennox (1904-1989), eigenaar was.
Na het vertrek van de RAF, ging het vliegveld verder als Chichester/Goodwood Airport. Vanaf 1948 was hier het Goodwood Circuit dat in 1966 gesloten werd omdat het niet meer voldeed aan de veiligheidseisen.